# Ramiro Ledesma Ramos

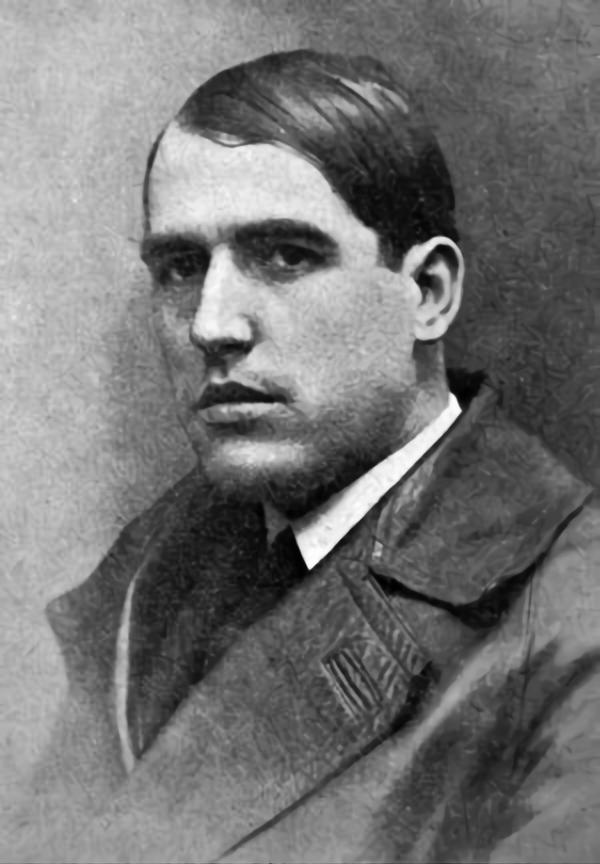
Ramiro Ledesma Ramos

Ramíro Ledesma Ramos (Alfaraz, 23 mei 1905 – Madrid, 29 oktober 1936) was een Spaans politicus en filosoof. Hij was afkomstig uit een arme familie en werkte bij een plaatselijk postkantoor. In zijn vrije tijd studeerde hij letteren, filosofie, natuurkunde en wiskunde. Hij raakte diep onder de indruk van de Duitse wijsbegeerte.

## Carrière
Vanaf het eind van de jaren twintig was hij werkzaam bij het tijdschrift Revista de Occidente van de beroemde filosoof José Ortega y Gasset. Ledesma Ramos ontwikkelde zich tot een fascist die fel gekant was tegen het liberalisme, communisme en kapitalisme. Deze drie ideologieën bestreed hij fel. In 1931, na de oprichting van de Spaanse Republiek, richtte hij de krant La Conquesta de Estado op. Ofschoon er slechts enkele edities verschenen, vertolkte de La Conquesta de fascistische ideologie van Ledesma Ramos. Gefascineerd als hij was door Duitsland, had hij ook een zekere sympathie voor het Duitse nationaalsocialisme, dit in tegenstelling tot de oprichter van de Falange Española, José Antonio Primo de Rivera. 
In oktober 1931 richtte Ledesma de Juntas de Ofensiva Nacional Sindicalistas (JONS) op. Dit werd de eerste (half-)fascistische beweging in Spanje van enige betekenis (de Falange ontstond pas in 1933). Vanaf het begin leed de JONS aan geldgebrek, maar zat organisatorisch en ideologisch goed in elkaar. In 1934 fuseerde de JONS met de Falange Española van José Antonio - die geen gebrek aan geld had, maar wiens falangisme ideologisch gezien minder strak was - tot de FE de las JONS.
In februari 1936 behaalde de FE de las JONS drie zetels in de Cortes. Daarna viel de partij uiteen, toen Ledesma uit de partij stapte na een ideologisch meningsverschil met José Antonio. De JONS werd opnieuw opgericht - terwijl de Falange Española het "JONS" ook gewoon bleef handhaven, daar de meeste JONS-aanhang binnen de FE de las JONS bleef. In maart 1936 werd Ledesma Ramos door de republikeinse regering geïnterneerd en later dat jaar (na het uitbreken van de Spaanse Burgeroorlog) geëxecuteerd.